# Maria Scholastika von Staal
Maria Scholastika von Staal (* als Elisabeth von Staal am 14. Januar 1608 in Solothurn; heimatberechtigt ebenda; † 21. Januar 1659 in Wurmsbach) war eine Schweizer Äbtissin aus dem Solothurner Geschlecht vom Staal.

## Leben und Wirken
Maria Scholastika von Staal war Tochter des Landvogts Gedeon vom Staal und der Magdalena Saler. Sie trat 1624 in das Zisterzienserinnen-Kloster Wurmsbach ein und legte 1626 die Profess ab. Später wurde sie Priorin und 1643 Äbtissin.
Da das Kloster verschuldet war, verkaufte Staal 1643 Bauholz an die Stadt Zürich. Trotz des seinerzeitigen Streits mit der Stadt Rapperswil lieferte sie 1654 wieder Holz nach Zürich und erhielt dafür Getreide. Im Ersten Villmergerkrieg floh sie 1656 mit dem Konvent in die Klöster Einsiedeln und Bregenz. Die Zürcher Truppen belagerten Rapperswil, überfielen das nahe Kloster Wurmsbach und richteten dort grossen Schaden an. Nach ihrer Rückkehr ordnete Staal die Klosterökonomie und legte auch ein Haushaltsbuch an.

## Belege
1. 1 2  Alois Stadler: Maria Scholastika von Staal. In: Historisches Lexikon der Schweiz.  23. Februar 2012.

| Personendaten    | Personendaten                                                 |
| ---------------- | ------------------------------------------------------------- |
| NAME             | Staal, Maria Scholastika von                                  |
| ALTERNATIVNAMEN  | Staal, Elisabeth von (Taufname); Staal, Maria Scholastika vom |
| KURZBESCHREIBUNG | Schweizer Äbtissin                                            |
| GEBURTSDATUM     | 14. Januar 1608                                               |
| GEBURTSORT       | Solothurn, Schweiz                                            |
| STERBEDATUM      | 21. Januar 1659                                               |
| STERBEORT        | Wurmsbach, Schweiz                                            |